# Gustav Ludwig Janson
Gustav Ludwig Janson (* 6. Januar 1710 in Oldenburg; † 21. Mai 1788 ebenda) war ein deutscher lutherischer Theologe und Superintendent der Grafschaft Oldenburg.

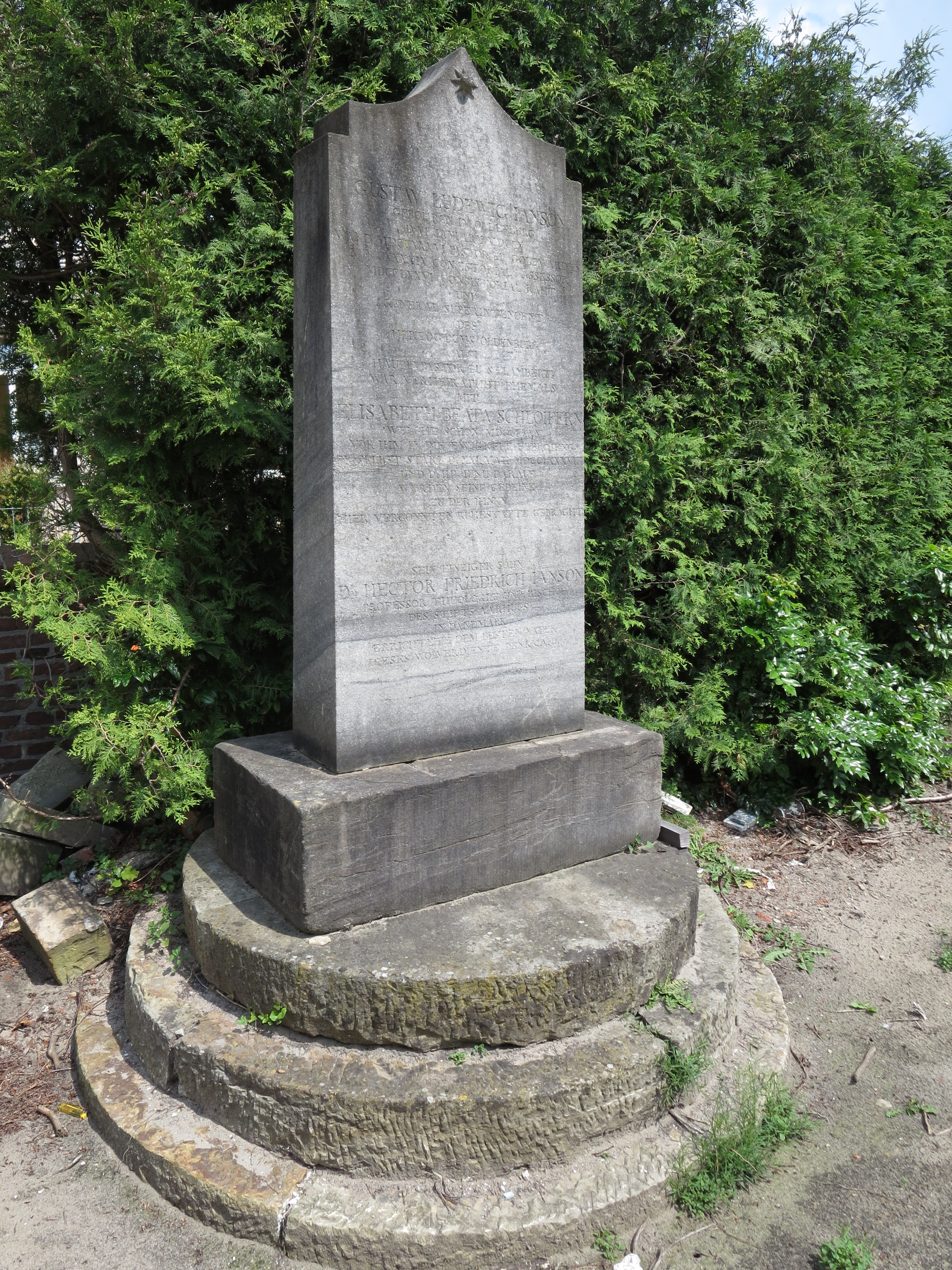
Grabmal Janson von Johannes Wiedewelt auf dem Gertrudenfriedhof (1789)

## Leben
Nach dem Besuch des Gymnasiums in Oldenburg studierte Janson von 1727 bis 1728 Theologie an der Universität Jena. Danach war er als Gesandtschaftssekretär tätig. Ab 1732 amtierte er als Kapellprediger in Neuenburg und ab 1736 als Pfarrer in Golzwarden. 1776 folgte er seinem Vater als Hauptpastor an St. Lamberti in Oldenburg. Wie sein Vater vor ihm wurde er zum Konsistorialrat berufen sowie zum Generalsuperintendenten der Grafschaften Oldenburg und Delmenhorst. Janson war streng orthodox und stellte sich dem Pietismus und der Aufklärung entgegen, deren Durchbruch in Oldenburg er damit verzögerte.
Janson heiratete Elisabeth Beate, geb. Schloifer (1702–1775). Der aus dieser Verbindung entstammende Sohn Hector Friedrich (1737–1805) wurde Professor an der Universität Kopenhagen und Bischof von Aarhus.